# Любери
Лю́бери або любера́ — підлітковий рух, що виник в місті Люберці, Московської області наприкінці 70-х років XX століття і існував до 1990-х років у багатьох містах СРСР.
Назва походить від міста Люберці, де зародився рух. Любера́ займалися культуризмом в підвалах ("качалках"), рукопашним боєм, боксом, плаванням, бігом, стрибками та іншими видами спорту. Активно пропагували здоровий спосіб життя. Ворогували з неформалами: хіпі, панками, металістами тощо. Жорстка система тренувань і подальшого відбору та суперництва дозволила їм розвинути високу боєздатність. 
Рух отримав популярність у середині 80-х і набув широкої популярності серед певної частини молоді СРСР після появи в 1987 статей у всесоюзних ЗМІ: "Контора люберів" в журналі ЦК КПРС "Вогник" і "Люберці при світлі ліхтарів" в тижневику ЦК ВЛКСМ "Співрозмовник".
Існує непідтверджена думка, що зародження руху було інспіроване ідеологами ЦК КПРС як структура контролю за молоддю та «здорова» альтернатива комсомольській організації, «штучність» створення і підтримування якої була на той час вже очевидною. Цим пояснюють вседозволеність «качалок» та підпільних секцій рукопашного бою, на які у Люберцях «закривали очі».

## Історія
Можна виділити два етапи історії виникнення і розвитку люберів:
- Друга половина 70-х (перша хвиля), у 80-х (83-й) почалося об'єднання.
- Середина 80-х (друга хвиля). З 1989 р. рух став розпадатися і в 1990-му припинив своє існування.

На їх місце прийшли підлітки зі значками Леніна, але Люберами вони однозначно не були. Після розпаду руху, ряд його активних учасників стали, в основному, робітниками на заводах, вступили до інститутів, зайнялися бізнесом, деякі пішли в кримінал. На даний момент багатьох немає в живих. Основна озвучувана мета — підготовка до служби в армії.

### Зародження і розвиток
Люберці були одним із центрів столичного регіону, де в 1970-80-ті роки на хвилі підготовки до Олімпіаді-80, за підтримки місцевої влади, активно розвивалися школи силових видів спорту. У моду увійшло захоплення культуризмом, який, незважаючи на формальну заборону, активно розвивався в місті. Перший тренажерний зал появився на вулиці Миру 7а, потім в міському палаці культури відкрилася знаменита СДЮШОР з важкої атлетики, виникли кілька атлетичних клубів. У 1983-1987 роках в СПТУ ім. Гагаріна на уроках фізкультури використовувалися силові гімнастичні вправи і робота зі штангою як експеримент з метою розвитку силових якостей допризовної молоді.
Масовий рух люберів виник наприкінці 1970-х років, коли Люберецька молодь з територіальних груп почала поступово об'єднуватися в єдину спільноту. Підґрунтям до об’єднання люберецьких став розвиток та поширення культуризму, що згуртував раніше розрізнені групи на базі захоплення спортом. Із самого початку в русі сформувалися дві групи: "спортсмени" — люди, які цілеспрямовано займаються спортом і дещо дистанціюються від вуличного життя, і "хулігани" (поділ дуже умовний), для яких спорт не був метою. При цьому, перші у других користувалися беззаперечним авторитетом.
Наступною суттєвою причиною, що спонукала молодь до об’єднання, була обмеженість в реалізації вільного часу люберецької молоді і викликані цим поїздки до столиці, де можливостей було значно більше. В основному, це місця молодіжного масового відпочинку в Москві (великі парки, дискотеки, кафе). У низці випадків ці поїздки призводили до конфліктів з московськими молодіжними групами визивної зовнішності (довге волосся, «нестандартна» зачіска, імпортні взуття та одяг із «лейбами» — особливо, джинсовий).
Чималу роль у формуванні субкультури люберів зіграла поява на початку 1980-х років невеликих груп неофашистів, які періодично організовували різні виступи (наприклад, 20 квітня 1979 і 1981 років, приурочені до дня народження Гітлера). 20 квітня 1982 на Пушкінській площі відбулося перше масове зіткнення люберів з московськими неофашистами, що закінчилося рукоприкладством. За неперевіреними даними допомогою люберчан частково скористалася московська міліція, яка також збиралася розганяти неофашистів.
Після цього інциденту рух люберецької молоді набув також антифашистську і патріотичну спрямованість. Певний прошарок люберецької молоді почав розцінювати свої поїздки в Москву як специфічну "боротьбу за ідею", яка, фактично, зводилася до боротьби з молодіжними рухами «зухвалої» поведінки та незвичної зовнішності і, на думку люберів, тих, що претендують на "господарів" молодіжного середовища столиці. У цьому плані любери виступали антиподами всіляким групам "неформалів", консерваторами, що підтримують усталені системи цінностей і пропонують ще й свої ідеї щодо попередження алкоголізації молоді. У зв'язку з цим, на початку 1980-х любери користувалися вельми лояльним ставленням правоохоронних органів, також боролися з найактивнішими групами "неформалів".
Правда, не всі любери керувалися у своїй діяльності ідеологічними мотивами. Близько половини з них не надавали поїздкам до Москви будь-якого "ідейного" характеру і вели спосіб життя, цілком типовий для радянської молоді того часу. 
До середини 1980-х помітна поява у люберів своєї символіки, гімну ("Народилися ми і виросли в Люберцях, центрі грубої фізичної сили, і ми віримо: мрія наша збудеться, стануть Люберці центром Росії … Будь ти чорний, як антрацит, навіть вночі не сховаєшся ти. Застосовуємо ми свій геноцид, проти всякої блатної ліміти.") Ця фраза гімну показує жорстке ставлення люберів до криміналізованої і хуліганізованої сільської молоді, змушеної довго працювати в Москві на непрестижних роботах заради столичної прописки). З 1986 р. появився термін "любери", що замінив більш прозаїчне "люберецькі". Тоді ж рух почав розростатися — тепер уже в Москву групами їздили не лише люберчани, але й жителі інших міст ближнього Підмосков'я. Крім того, місцями діяльність люберів почала набувати жорсткий хуліганський характер по відношенню до неформальних об'єднань, при цьому все частіше стали виникати бійки із смертельним результатом. Ставлення міліції до люберів змінилося — тепер вона зайняла більш жорстку позицію, оскільки ситуація починала виходити з-під контролю.

### 1986 рік— кінець 1980-х.
До 1986 року діяльність люберів ніяк не висвітлювалася в пресі. Широка громадськість вперше дізналася про Люберів в червні 1986, після замітки в газеті "Радянська Росія". У замітці повідомлялося, що ввечері 9 травня по Червоній площі розгулювала колона молодих людей, які хором скандували "Люберці! Люберці!". З осені того ж року про них почали писати більшість центральних радянських газет і журналів (зокрема, "Комсомольська правда", "Вогник","Ленінський прапор", "Літературна газета").
Дані статті призвели до того, що субкультура "вийшла на новий рівень". Якщо раніше це були всього лише молодіжні групи, об'єднані спільними ідеями, діяльністю та символікою, то з кінця 1986 року любера стали "офіційно визнаними". Знову ж, завдяки пресі, слово "Любер" поширилося по всій країні і стало прозивним, в народі люберів поважали. 
До весни 1987 "люберство" "увійшло в моду". Крім люберецької молоді, "Люберами" стали називати себе і симпатизували їм молоді люди з околиць столиці, з промислових міст і селищ з різних районів Підмосков'я, яких представники неформальних молодіжних об'єднань назвали "Любер супутньої хвилі". Тобто, слово "Любер" стало вживатися для позначення представника певної субкультури, незалежно від місця його проживання. Правда, для багатьох з них "люберство" було виключно віянням моди — найчастіше, воно обмежувалося носінням картатих штанів, відвідуванням тренажерних залів і висловленням підтримки Люберам. Разом з тим, "масовість" виїздів до Москви різко підвищилася. Якщо в 1985 році, за спогадами колишніх люберів, чисельність груп не перевищувала 300 осіб, то 14 лютого 1987 московська міліція зафіксувала групу близько 600 чоловік.
У Люберецькім ДК "Іскра" на зустріч із журналістами в 1987 р. зібралося понад 1000 качків різного віку, не вистачило місця в залі і частина присутніх стояла в вестибюлі і на вулиці. Любери, яким було надано слово, жорстко висловлювалися з приводу статей про них у пресі, вважаючи половину вигадкою і провокацією. У самій Москві тим часом відбувалися сутички люберів з неформалами різних течій, ініціаторами цих сутичок були саме любера. Під час рок-концертів у столиці накачана молодь з хуліганських спонукань вступала в сутички з їх учасниками. У відповідь неформали (в основному металісти) великими групами здійснювали виїзди на Арбат і Калінінський проспект (нині вул. Новий Арбат), де біля деяких кафе були традиційні місця збору угруповань з Люберців, з метою з'ясування стосунків шляхом рукоприкладства. Влітку основне місце збору люберецьких — пляж люберецкого кар'єру (Великий і Малий кар'єри). Білий пісок, чиста вода приваблювала качковські компанії. Тут, зазвичай, проходили показові виступи. Любера періодично заплигували на турніки або бруси, показували високі спортивні результати.
Молодіжні групи, аналогічні люберецьким, почали з'являтися і в інших містах Радянського Союзу, наприклад, в Ленінграді. З'явилася мода на люберів по всьому СРСР. Це була відповідь молоді на появу масових проявів неформальної культури.
На початку 1987 року неформальна московська молодь почала активно об'єднуватися для боротьби з Люберами. Любера не були однозначними агресорами — скоріше це було «спортивно»-хуліганське протистояння молодіжних угруповань та порівняно невеликих боєздатних груп люберів із численнішими угрупуваннями. Найбільш організовану "відсіч" Люберам давали металісти. В кінці зими — початку весни 1987 стало відзначатися різке зростання активності цього протиборства. 21 лютого в різних частинах міста Москви (біля станції метро "Нагірна", на Арбаті, на вул. Єлецькій, на вул. Народного Ополчення) спостерігалося скупчення груп молоді, які вдалося розосередити зусиллями міліції. 22 лютого група чисельністю близько 1000 чоловік зібралася в ЦПКіВ ім. Горького з метою з'ясування стосунків, також відзначалися скупчення молоді в Москворецькому, Краснопреснєнському та Свердловському районах, а також у метрополітені. 1 березня в Москві, на Садовому кільці, зібралося близько 1000 молодих людей, які збиралися йти бити люберів. Через кілька днів ситуація повторилася біля Київського вокзалу. Важкий бій був на Кримському мосту, багато народу з обох сторін було скинуто в річку. Був випадок, коли до парку Горького підійшов натовп близько 3 тис. чоловік. Щоб уникнути масових бійок, у ці дні московська і обласна міліція ставила кордони проти приїжджаючої молоді на підмосковних залізничних станціях Ухтомського, Люберці і Томіліно. Крім того, кордони були виставлені біля станції метро "Жданівська" і на зупинках автобусів. Електрички перевірялися посиленими нарядами міліції. Люберецким УВС і міськкомом комсомолу проводилися рейди по підвальних спортивних залах міста. Міліцейські чиновники намагалися заспокоїти населення через пресу.

### Після 1990-х. Розпад
Наприкінці 1989, з початком політичних і економічних катаклізмів і розпадом СРСР, рух пішов на спад — в нових умовах ідеї люберства стали неактуальними. У кримілізованої частини люберів з'явилися інші мотиви – не «ганяти» металістів, а «придавити капіталізм» у лиці приватного бізнесу, що почав зароджуватися у ті часи. Частина люберів пішла в «спокійне» життя, а частина "сиділи" за кримінальну діяльність, влившись у ряди Люберецьких та інших злочинних угруповань. На думку самих люберів, кримінал забрав найспортивнішу та найбоєздатнішу частину їхніх товаришів. Решта ж люберів попросту розсудливо увійшли в нове життя звичайними громадянами. На сьогодні люберів, як таких, у Росії практично не залишилося. Спогади про них зберігаються тільки в піснях ряду виконавців російського року і деяких фільмах тих років.
Валерій Каришев, адвокат у кримінальних справах та автор книги "Люберецкі: качалки, рекет, дах", яка вийшла в серії «Адвокат мафії», так описує долі колишніх люберів::
|  | Кто-то погиб. Кто-то ушёл на зоны. Кто-то стал нормальным бизнесменом или просто служащим. Ну а кто-то остался бандитом в той самой люберецкой ОПГ и погиб. |

Станом на 2009 рік Люберці вже не входять у трійку найбільш криміногенних міст Підмосков'я.

## Одяг
Любери воліли носити вільний одяг: широкі штани. У зимовий час надягали обтягуючі в'язані шапочки, білі шарфи.
"Характерна уніформа" люберів: широкі картаті штани, шкіряні куртки або "аляски", білі сорочки і вузькі чорні краватки. Як головний убір довго протрималися картаті кепки.
Через носіння картатих штанів і кепок самих люберів іноді називали "Картаті". Згодом, штани в клітинку (однак, тільки вузькі) перейняли представники інших субкультур, таких як рокери, панки та інші (хоча б тому, що на самому початку 80-х років в Європі штани в синю, червону або інших кольорів клітинку вже носили виконавці панк-року і його шанувальники, наприклад, група The Exploited).

## Музика
У плані музичних пристрастей люберів нічого не відрізняло від решти молоді. Самі вони в основному слухали шлягери 80-х, хоча деякі з них зізнавалися, що "люблять послухати метал", але не визнають зовнішнього вигляду представників західних субкультур.
Згодом (до кінця 1980-х) до неї додалися музика груп "Любе" і "Дюна".
Гітарист популярної радянської групи «Арія» Володимир Холстінін, що грала музику в стилі "метал", уродженець Люберців, а сама група наприкінці 1980-х давала концерт у Люберецькому палаці культури. Концерт зібрав декілька сотень місцевих жителів і обійшовся без ексцесів та конфліктів з представниками люберів.
"Хеві-метал" і "хард-рок" в тому числі Deep Purple, Ozzy Osbourne і т. ін. слухали досить багато люберів, причому не "сурогатні" (з інших населених пунктів), а справжнісінькі — з Люберців, і ті самі, які їздили в Москву «поганяти волосиста» (як це було прийнято називати в їх середовищі). Можливо, це знайшло відображення в знаменитій пісні групи "Зоопарк" "Гопники" ("Хто слухає" хеві-метал ","Арабесок" і "Оттаван"? ..)
Більшість з них слухало те ж, що і більшість радянської молоді, тобто все, що було модно — зокрема Modern Talking, італійців, Барикіна, Любе, Арію, починаючи з 1987-1988 років – Кіно і Наутілус Помпіліус. Пісня гурту ДДТ "Мама, я любера люблю" була виключно популярна в Люберцях з моменту своєї появи. Користувалися популярністю всякі пізньорадянські попсові групи-одноденки (наприклад, "Ласкавий бик"), а наприкінці 1980-х – Сектор Газа. Були й такі, хто слухав Зоопарк.

## Відмінні риси
Відмінними рисами люберів були:
- Заняття спортом (культуризм, рукопашний бій, біг, стрибки, плавання, боксування на рукавичках). Любера змагалися всередині качалок та влаштовували "міжкачалочні" змагання. Будували турніки і спортивні майданчики. Високі спортивні досягнення та «перемоги» у бійках із неформалами високо цінувалися, причому, неприйнятним було прикрашування та перебільшування таких «подвигів».
- Різке несприйняття «капіталістів» і західних субкультур, в основному — панків, металістів та інших представників молодіжних субкультур, та тих, хто проявляє агресію до оточуючих. До цього ж, різке несприйняття курсу уряду на «розрядку» і співпрацю з капіталістичними країнами.
- Формула люберів — побий того, хто зібрався натовпом бити інших.

Досить образно вищенаведені відмінні риси оспівані у знаменитій пісні групи Любе «Люберці». У пісні прославляється молодик, який іде по окружній дорозі сам до Люберців, не боячись груп металістів, які курсували у тому районі на мотоциклах, озброєні ланцюгами, щоб «зловити любера», і який часто «розганяв» величенькі компанії таких «мисливців» голіруч.